# Kaneko Kentarō
Kaneko Kentarō est un nom japonais traditionnel ; le nom de famille (ou le nom d'école), Kaneko, précède donc le prénom (ou le nom d'artiste).
Le comte Kaneko Kentarō (金子 堅太郎, 4 février 1853 - 16 mai 1942) est un homme d'état et diplomate japonais de l'ère Meiji.

## Biographie

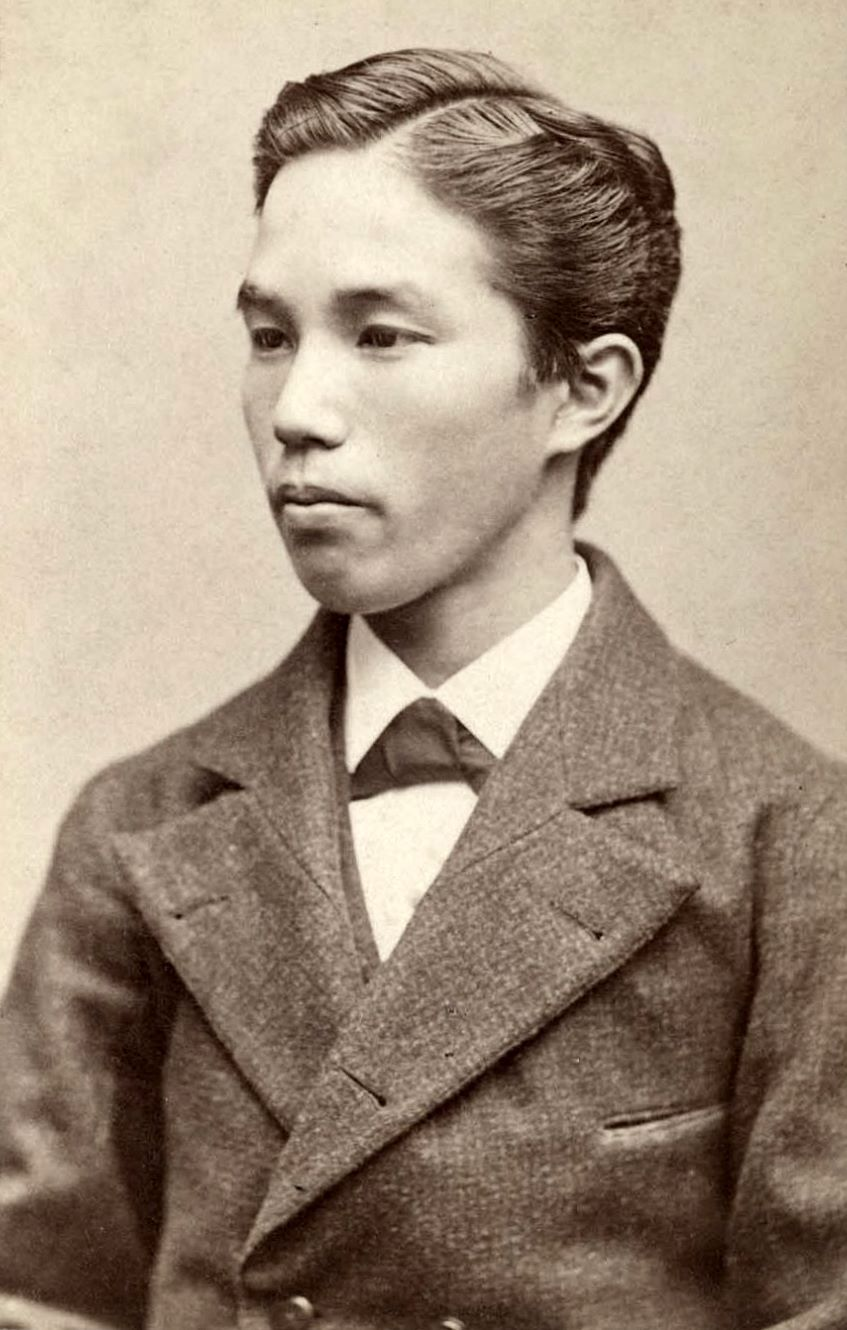
Kaneko en 1872.

Kaneko est né dans une famille samouraï du domaine de Fukuoka (arrondissement de Sawara dans la province de Chikuzen, actuelle Chūō-ku). Il fut sélectionné pour faire partie de la mission Iwakura, et resta aux États-Unis pour étudier à l'université Harvard tandis que le reste de la mission continuait vers l'Europe et rentra au Japon après un tour du monde. Pendant ces études, Kaneko partageait son logement avec son compatriote et futur diplomate Komura Jutarō. Il développa beaucoup de contacts en Amérique, avec des avocats, des scientifiques, des journalistes et des industriels.
Toujours à Harvard, Kaneko téléphona à un étudiant japonais du nom de Junji Itō. C'est la première conversation téléphonique connue entre deux Japonais.
Diplômé de Harvard en 1878, Kaneko retourna au Japon et devint conférencier à l'université impériale de Tokyo.
En 1880, Kaneko fut nommé secrétaire au Genrōin, et en 1884, il rejoint le bureau pour les inspections des institutions, un corps du Genrōin pour étudier les constitutions de différentes nations occidentales dans le but de créer une constitution pour le Japon.
Kaneko a étroitement travaillé avec Itō Hirobumi, Inoue Kowashi et Itō Miyoji, et fut le secrétaire personnel de Hirobumi Itō quand ce dernier devint premier ministre du Japon. En 1889, Kaneko devint le premier président de l'université Nihon, un poste qu'il occupa jusqu'en 1893.
Kaneko fut nommé à la Chambre des pairs de la Diète du Japon en 1890, devenant son premier secrétaire. Il fut plus tard nommé vice-ministre, puis brièvement ministre de l'agriculture et du commerce en 1898 dans la troisième gouvernement d'Itō. Il a reçu un doctorat honorifique de l'université de Harvard en 1899 pour son travail sur la constitution Meiji.
En 1900, Kaneko fut nommé Ministre de la Justice dans le quatrième gouvernement d'Itō et fut fait baron (danshaku), selon le système de noblesse kazoku, en 1907.

### Guerre russo-japonaise
En 1904, pendant la guerre russo-japonaise, à la demande personnelle de Hirobumi Itō, Kaneko retourna aux États-Unis en tant qu'envoyé spécial du gouvernement japonais pour faire appel à l'appui diplomatique américain et terminer rapidement la guerre. Toujours aux États-Unis, Kaneko a rétabli le contact avec Théodore Roosevelt, avec qui il avait été étudiant à Harvard, et lui a demandé d'aider le Japon à négocier un traité de paix. Roosevelt a ainsi présidé les négociations du traité de Portsmouth.

### Fin de vie
En 1906, Kaneko est entré au Conseil Privé, et fut élevé au titre de vicomte (shishaku) en 1907.
Pendant ses dernières années, il s'est engagé dans la compilation de l'histoire de la famille impériale et fut le secrétaire général de l'association chargée de compiler les données historiques sur la restauration de Meiji. Il acheva une biographie officielle de l'empereur Meiji en 1915. Il a reçu le Grand Cordon de l'ordre du Soleil levant en 1928, et fut élevé au titre de comte (hakushaku) en 1930.
Kaneko participa aux bonnes relations diplomatiques avec les États-Unis toute sa vie. En 1900, il fonda la première Société d'Amitié Américaine (米友協会, Beiyu Kyokai). En 1917, il fonda et devint le président de l'“Association Nippo-Américaine” (日米協会, Nichibei Kyokai).
En 1938, pendant une période de rhétorique anti-américaine du gouvernement et de la presse japonaise, il fonda l'Association d'alliance nippo-américaine (日米同志会, Nichibei Domei-kai), une association politique réclamant « une alliance nippo-américaine » et soutenu par le futur premier ministre Takeo Miki. Il fut l'un des quelques hommes d'état japonais à critiquer la possibilité d'une guerre avec les États-Unis aussi longtemps qu'en 1941.
À sa mort en 1942, Kaneko reçu à titre posthume le Grand Cordon de l'ordre suprême du Chrysanthème.

## Source de la traduction
- (en) Cet article est partiellement ou en totalité issu de l’article de Wikipédia en anglais intitulé « Kaneko Kentarō » (voir la liste des auteurs).